# Маргарита Бранденбургская (1410—1465)
Маргарита Бранденбургская (1410 — 27 июля 1465, Ландсхут) — принцесса Бранденбурга (с рождения), герцогиня Мекленбургская (по первому браку), герцогиня Баварии-Ингольштадта и графиня Вальденфельс (по второму браку).
Родилась в 1410 оду в семье курфюрста Фредерика I Бранденбургского (1371—1440) и его жена Елизаветы Баварской, дочери Фридриха Баварского. Младшими братьями Елизаветы были будущие курфюрсты Бранденбурга — Фридриха II и Альбрехта III.  
В 1423 году Елизавета вышла замуж  за Альберта V, герцога Мекленбургского, но он скончался вскоре после свадьбы. В качестве приданого она получила Горлозен и Дёмиц от своего отца.
20 июля 1441 года Маргарита повторно вышла замуж за Людвига VIII, герцога Баварии (1403—1445).  Благодаря этому браку Людвиг VIII вернул себе земли которые были им утрачены во время Баварской войны 1420—1422 годов. В этом браке родилось двое детей, которые умерли во младенчестве.
В 1446 году Маргарита в третий раз вышла замуж за своего наставника, графа Мартина Вальденфелса (ум. 1471). Эти отношения были включены в трагедию  Георгом Кёберле, опубликованную в 1844 году.